# The River of Romance
The River of Romance er en amerikansk stumfilm fra 1916 af Henry Otto.

## Medvirkende
- Harold Lockwood som Sam / William Kissam Kellogg.
- May Allison som Rosalind Chalmers.
- Lester Cuneo som Reginald Williams.
- A.H. Busby som Henry Davidson.
- Lee Walker som Stephen Witherbee.